# آرتورو آلوارز
خوزه آرتورو آلوارز ارناندز (اسپانیایی: José Arturo Álvarez Hernández‎؛ زادهٔ ۲۸ ژوئن ۱۹۸۵) بازیکن فوتبال سابق اهل ایالات متحده آمریکا است که در پست وینگر و مهاجم بازی می‌کرد.
وی همچنین در تیم ملی فوتبال السالوادور بازی کرده‌است.